# Ahmed Nazif

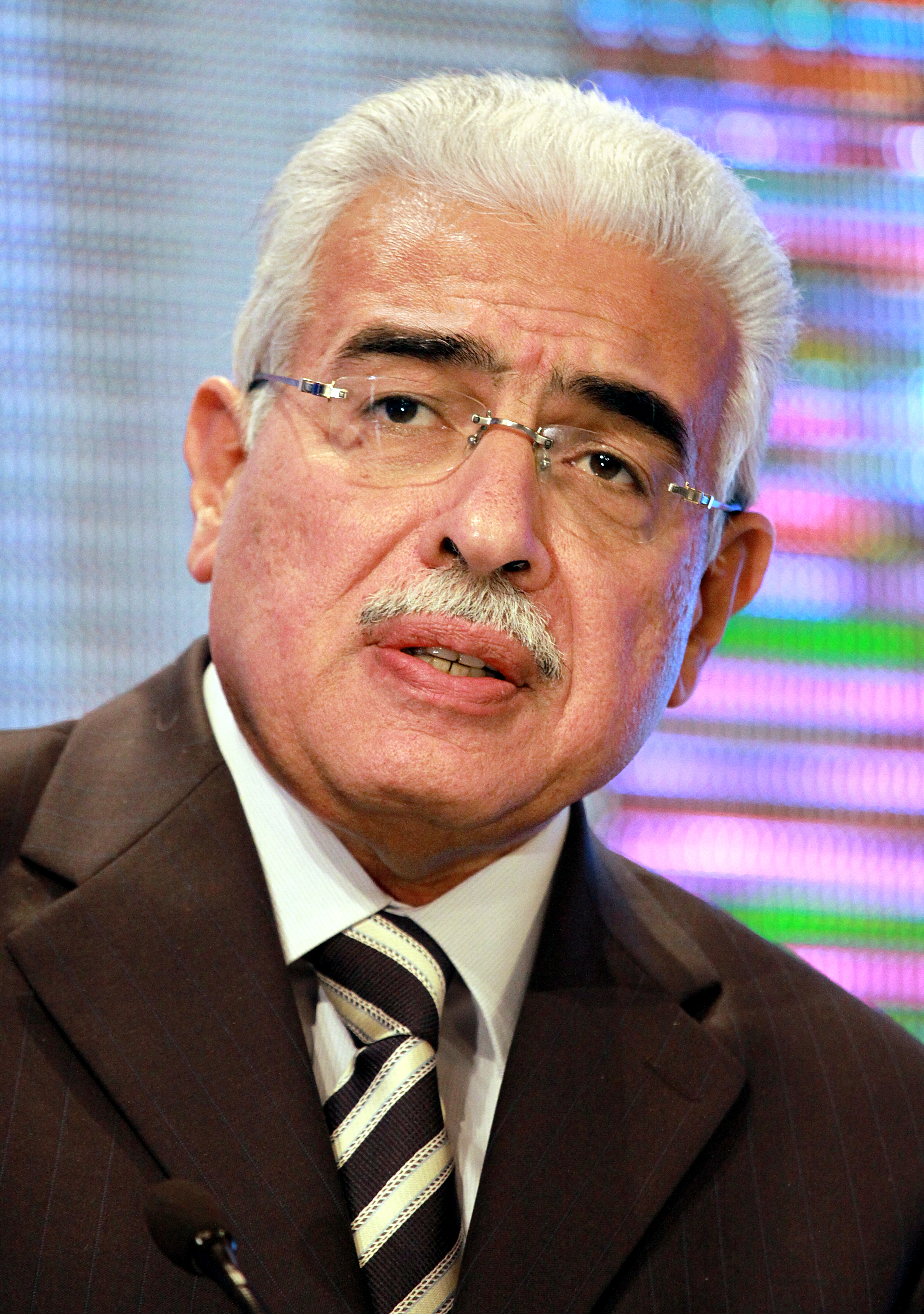
Ahmed Nazif

Ahmed Nazif (născut la 8 iulie 1952) este un politician din Egipt care este prim-ministrul acestui stat din 14 iulie 2004. S-a născut la Alexandria și a studiat la Cairo, dar și în Canada. Soția lui a murit în 2009.